# یوشیهیکو ماتسویی
یوشیهیکو ماتسویی (انگلیسی: Yoshihiko Matsui؛ زادهٔ ۶ مهٔ ۱۹۵۶) کارگردان فیلم، و فیلم‌نامه‌نویس اهل ژاپن است.